# Мартіньш Ваціетіс
Мартіньш Ваціетіс (латис. Mārtiņš Vācietis; *2 січня 1873 — †19 березня 1945, Рига) — генерал латвійської армії. Кавалер Ордена Трьох зірок. Викладач військової справи. Військовий міністр Латвії в 1929-1931.
З 1891 в Російській армії. З 1892 по 1894 навчався в Московській школи юнкерів. Учасник російсько-японської війни і Першої світової війни.
З 1918 в Латвійській армії.